# James Biberi
James Biberi (Gjakova, 28 juli 1965) is een Albanese/Amerikaans acteur.

## Biografie
Biberi werd geboren in Kosovo van Albanese afkomst en verhuisde op tweejarige leeftijd naar New York en groeide daar op. 

## Filmografie

### Films
Uitgezonderd korte films.
- 2022 - Sanctioning Evil - als Francis
- 2022 - Little Ukraine - als Ivan
- 2021 - Locked In - als Freddy
- 2019 - Blind - als attaché
- 2018 - Ocean's Eight - als Yuri
- 2017 - Redliners - als Rudi Balint
- 2016 - The Girl on the Train – als taxichauffeur
- 2014 - Amsterdam Express - als Van Doom
- 2013 - Dead Man Down – als Ilir
- 2012 - Golden Boy – als Robert Kilgore
- 2011 - Drive – als Cook
- 2011 - Our Idiot Brother – als Gus
- 2010 - Dirty Old Town – als Jimmy
- 2010 - Coach – als scheidsrechter
- 2009 - The Greatest – als gevangenisbewaker
- 2008 - Definitely, Maybe – als schoolouder
- 2008 - Fixing Rhonda – als Rocco
- 2007 - The Brave One – als detective Pitney
- 2007 - Purple Violets – als liftbediende
- 2007 - Gracie – als officier Sal Famulari
- 2006 - The Hoax – als beveiliger van McGraw-Hill
- 2006 - Find Me Guilty – als Frank Brentano
- 2005 - The Producers – als gevangenisbewaker in Sing Sing
- 2004 - National Treasure – als helikopterpiloot
- 2002 - Analyze That – als agent Miller
- 2002 - Recipe for Disaster – als Rocco
- 2000 - Fast Food Fast Women – als Trick
- 1998 - Buddy Faro – als detective Franks
- 1997 - Made Men – als Vinny Morganti
- 1995 - Gratuitous Sex – als Nick
- 1995 - Clouds of Magellan – als Kyle
- 1993 - Amongst Friends – als passagier Narc

### Televisieseries
Uitgezonderd eenmalige gastrollen.
- 2021-2024 - Hightown - als inspecteur Smith - 9 afl.
- 2008-2010 - Law & Order – als brigadier Laird – 3 afl.
- 2008-2009 - Law & Order: Criminal Intent – als Al Petrosino – 2 afl.
- 2005 - Rescue Me – als VInny – 3 afl.
- 2001 - 100 Centre Street – als Joy Glass – 3 afl.